# Плавунці
Плавунці́, також плавунце́ві, (Dytiscidae) — родина водяних комах із ряду твердокрилі (Coleoptera). У світовій фауні зустрічаються понад 4000 видів цих жуків. Вагомий внесок у вивчення плавунцевих зробив Пилип Зайцев.

## Опис
Тазики задніх ніг без стегнових покришок. Вусики 11-сегментні.
Плавунцеві — друга за кількістю видів родина в підряді хижі жуки (Adephaga), представники якого — найчисленніші і досить поширені серед водяних жуків.

## Живлення
Плавунцеві — хижаки. Нападають на водяних комах, пуголовків, тритонів і мальків. У личинок мандибули пронизані тонкими канальцями, за якими в тіло жертви тече травний сік, а назад — перетравлена їжа.

## Дихання
Для дихання під водою імаго беруть під надкрила запас повітря. Личинки забирають повітря в трахеї через трубку на кінці тіла.

## Розмноження
Під час спаровування самець тримається за самицю за допомогою спеціальних дисків на передніх ногах. Самиця відкладає яйця в тканини водних рослин за допомогою яйцекладу. Личинки заляльковуються на суходолі.